# Маки M.6
Маки M.6 (итал. Macchi M.6) је ловац-хидроавион направљен у Италији. Авион је први пут полетео 1917. године. 

Највећа брзина у хоризонталном лету је износила 189 km/h. Размах крила је био 11,90 метара а дужина 8,08 метара. Маса празног авиона је износила 760 килограма а нормална полетна маса 1030 килограма. Био је наоружан једним митраљезом калибра 7,7 милиметара Викерс.

## Наоружање
| Наоружање авиона: Маки         |     |
| Ватрено (стрељачко) наоружање  |     |
| Топ                            |     |
| Митраљез                       |     |
| Број и ознака митраљеза        | 1   |
| Калибар                        | 7,7 |
| Бомбардерско наоружање (бомбе) |     |
| Ракетно наоружање (ракете)     |     |